# Inés de Habsburgo
Inés de Habsburgo (en húngaro: Habsburg Agnes; en alemán: Agnes von Ungarn) (18 de mayo de 1281 - Königsfelden, Suiza, 11 de junio de 1364) Reina Consorte de Hungría, segunda esposa de Andrés III de Hungría.

## Biografía
Inés era hija de Alberto I de Habsburgo, Duque de Austria y a partir de 1298, rey de Alemania y de Isabel de Tirol. El 13 de febrero de 1296 fue desposada en Viena por Andrés III de Hungría, antiguo rival de su padre y a partir de ese momento suegro y nuevo aliado.
Luego de la muerte de su esposo en 1301 regresó con su hijastra, la beata Isabel la virgen a Viena. Tras el asesinato de su padre el 1 de mayo de 1308 se mudó a la provincia de Sopron en Hungría a Nezsider donde vivió hasta 1310, cuando se trasladó al convento fundado por su madre en la región de Königsfelden, donde murió el 10 de junio de 1364 a la edad de 83 años.